# Липовка (Волгоградская область)
Липовка — село в Ольховском районе Волгоградской области, административный центр Липовского сельского поселения. Основано в 1768 году.
Население — 1063 чел. (2010)

## История
Основано в XVIII веке при балке Липовке. Заселение Липовых хуторов началось в 1768 году. Хутора относились к Волжскому казачьему войску. После ссылки волжский казаков, около 1780 года хутора вновь заселены государственными и удельными крестьянами, великороссами из Тульской и других губерний, образовавшими селение Липовку. Село также было известно как Козьмодемьянское. Государственные крестьяне были поселены по южной стороне балки, удельные по восточной. Село относилось к Царицынскому уезду Саратовской губернии.
В 1779 году построена церковь Михаила Архангела. В 1841 году открыто волостное правление, в 1871 году — фельдшерский пункт, в 1870 году — земская почтовая станция. В селе имелась земская школа. Крестьяне занимались преимущественно хлебопашеством. Земельный надел села составлял 12095 десятин земли, из них удобной 7564. Также крестьяне занимались скотоводством, бахчеводством и изготовлением тёплой валеной обуви.
С 1928 года — административный центр Липовского сельсовета Ольховского района Камышинского округа (округ ликвидирован в 1934 году) Нижневолжского края. С 1935 года — в составе Балыклейского района Сталинградского края (с 1936 года — Сталинградской области, с 1961 года — Волгоградской области). В 1963 году Балыклейский район был расформирован, Липовский сельсовет передан Камышинскому району. В составе Ольховского района — с 1966 года.

## География
Село находится в степной местности, в пределах восточной покатости Приволжской возвышенности, являющейся частью Восточно-Европейской равнины, у истоков реки Голая, при балках Вязовая и Прямая (бассейн Волги), на высоте около 80 метров над уровнем моря. Рельеф местности холмисто-равнинный, расчленённый балками и оврагами. Ниже села, на реке Голой, имеется пруд, к северо-востоку от села — искусственные лесонасаждения. Почвы каштановые.
Через село проходит автодорога, связывающая сёла Ягодное и Романовка. По автомобильным дорогам расстояние до областного центра города Волгоград — 160 км, до районного центра села Ольховка — 34 км.
Климат
Климат умеренный континентальный (согласно классификации климатов Кёппена — Dfa). Многолетняя норма осадков — 397 мм. Наибольшее количество осадков выпадает в июле — 46 мм, наименьшее в марте — 22 мм. Среднегодовая температура положительная и составляет + 7,3 °С, средняя температура самого холодного месяца января −8,9 °С, самого жаркого месяца июля +23,3 °С.
Часовой пояс
Липовка, как и вся Волгоградская область, находится в часовой зоне МСК (московское время). Смещение применяемого времени относительно UTC составляет +3:00.

## Население
Динамика численности населения
| 1800 | 1840 | 1862 | 1882 | 1894 | 1897 | 1911 | 1987  | 2002 |
| ---- | ---- | ---- | ---- | ---- | ---- | ---- | ----- | ---- |
| 444  | 2666 | 2637 | 3454 | 3982 | 2334 | 2717 | ≈1400 | 1211 |

| 2010 |
| ---- |
| 1063 |